# Carlos Payano
Carlos R. Payano Ocasio (Santo Domingo, 6 febbraio 1971) è un ex cestista dominicano con cittadinanza portoricana.

## Carriera
Con la Rep. Dominicana ha disputato tre edizioni dei Campionati americani (1995, 1999, 2003).